# Geri (miejscowość)
Geri (ros. i oset. Dżer) – wieś w Osetii Południowej, w regionie Cchinwali. W 2015 roku liczyła 35 mieszkańców.